# Ogród Zoologiczny w Barcelonie
Ogród Zoologiczny w Barcelonie (hiszp. Parque Zoológico de Barcelona, ZOO Barcelona) – ogród zoologiczny znajdujący się w Barcelonie, w Katalonii.. Mieści się ono w Parku Cytadeli (kat. Parc de la Ciutadella). Ogród uznawany jest za atrakcję turystyczną Katalonii oraz całej Hiszpanii. Przy ogrodzie działa również oceanarium. 
Zoo posiada jedną z największych kolekcji zwierząt w Europie. W latach 1966–2003 ogród znany był z jedynego znanego przedstawiciela goryla albinosa, Śnieżki. 

## Historia
Lokalizacja ogrodu została wybrana w Parku Cytadeli, ponieważ dostępne tam były budynki po Wystawie Światowej w Barcelonie w 1888 roku. Pierwsze zwierzęta pochodziły z prywatnej kolekcji, którą Lluís Martí i Codolar mieli na swojej farmie w Horcie. Przekazał zwierzęta do Rady Miejskiej w Barcelonie, która zatwierdziła ich zakwaterowanie na terenie Parque de la Ciudadela.
Ogród rozciąga się na powierzchni 13 hektarów. 

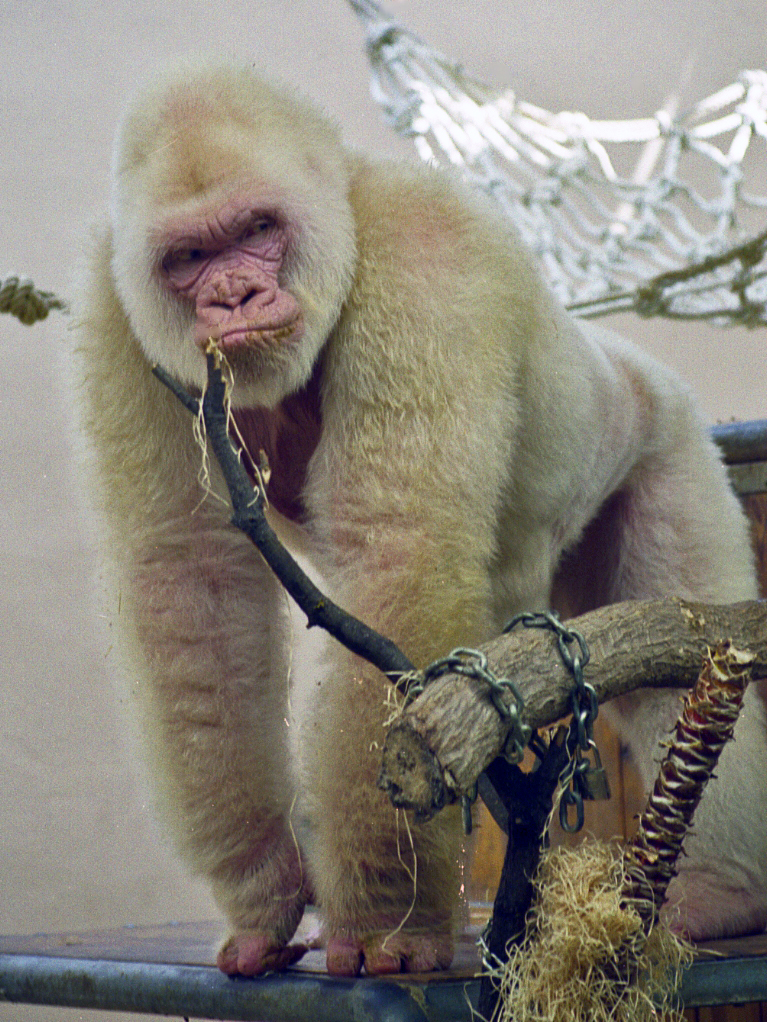
Goryl albinos Śnieżka (1966-2003)

## Przedstawiciele

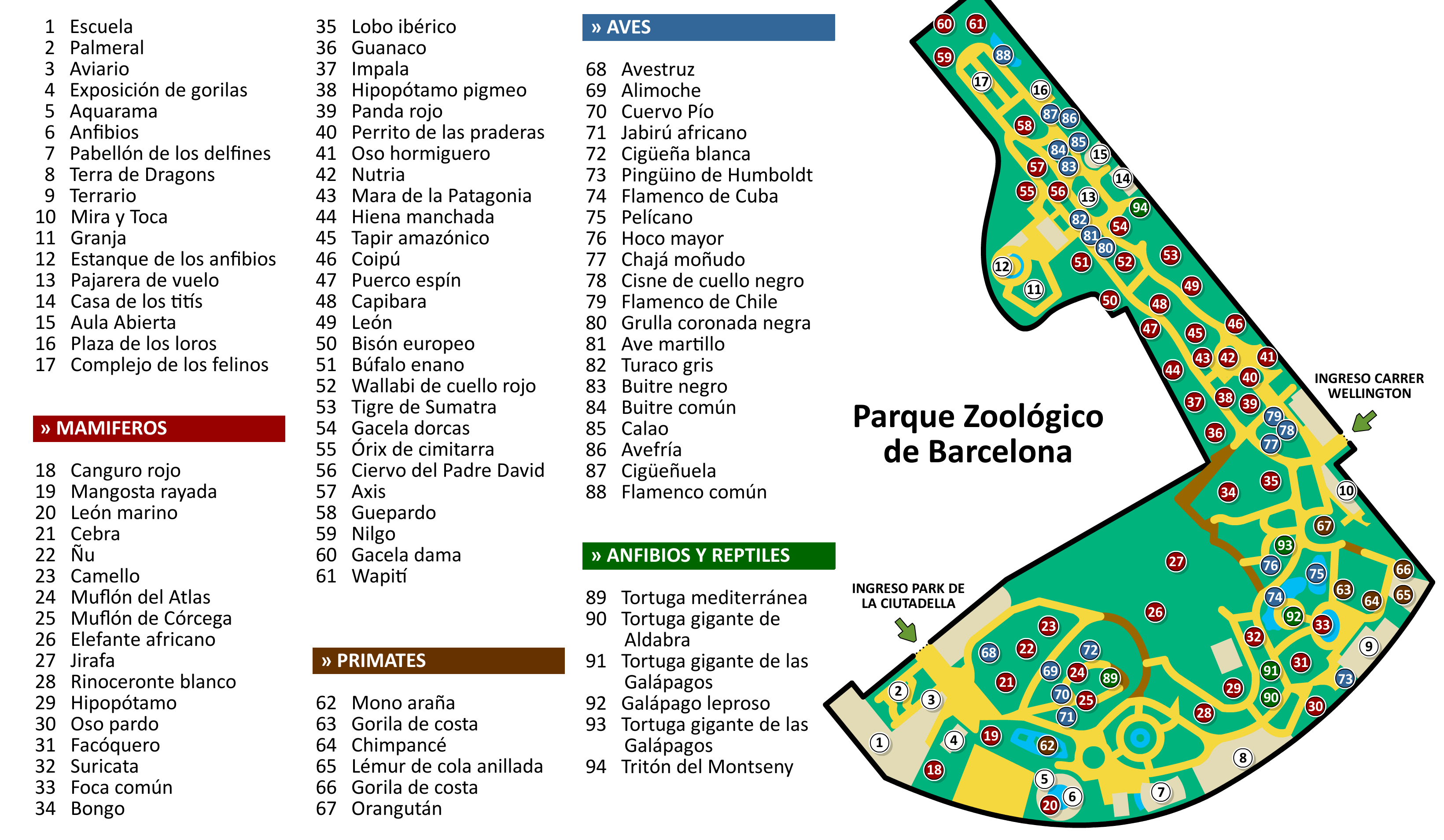
Mapa Ogrodu Zoologicznego w Barcelonie

Prócz typowych gatunków występujących w większości ogrodów zoologicznych, zoo jest schronieniem dla niektórych, lokalnych gatunków. Najbardziej licznymi zwierzętami są ptaki, których naliczono 139 gatunków.